# 메시에 67
M67은 게자리에 있는 산개 성단이다. 거리는 2600~2900 광년이며, 겉보기등급 6.1이다.

## 같이 보기
- 메시에 천체